# Вітаутас Юліоно Клова
Клова Вітаутас Юліоно (лит. Vytautas Klova; 31 січня 1926, Тиркшляй, Мажейкяйський район — 10 грудня 2009) — литовський композитор, заслужений діяч мистецтв Литовської РСР (1959), доцент Литовської державної консерваторії.
У 1951 закінчив консерваторію Литовської РСР за класом композиції А. І. Рачюнаса (до 1948 займався у Ю. М. Груодіса).
Автор опер «Пілєнай» (1956, Державна премія Литовської РСР, 1957), «Вайва» (1958), «Дочка» (1960, Державна премія Литовської РСР, 1960), «Два меча» (1966), «Американська трагедія» (1969), симфонічний твір (сюїта для симфонічного оркестру «Картини Вільнюса», 1962), концертів (для скрипки з оркестром, 1950, фортепіано з оркестром, 1953, віолончелі з оркестром, 1963), вокальних, інструментальних та інших творів.
За внесок в литовську культуру в 1996 році Вітаутас Клова був удостоєний ордена Великого князя Литовського Гедимінаса.